# Pasta de pandanus
La pasta de pandanus, jããnkun o mokwan com s'anomena als atols del nord del país, és un aliment típic de les Illes Marshall: és una pasta seca de fruits de Pandanus tectorius, que gràcies al processament particular es pot conservar durant períodes molt llargs.

## Història
El jããnkun es preparava tradicionalment per garantir la seguretat alimentària en èpoques de fam, però també com a aliment per als mariners.
En la seva preparació i ús és semblant al te tuae de Gilbert i al sehniku in kipar dels Estats Federats de Micronèsia.

## Preparació

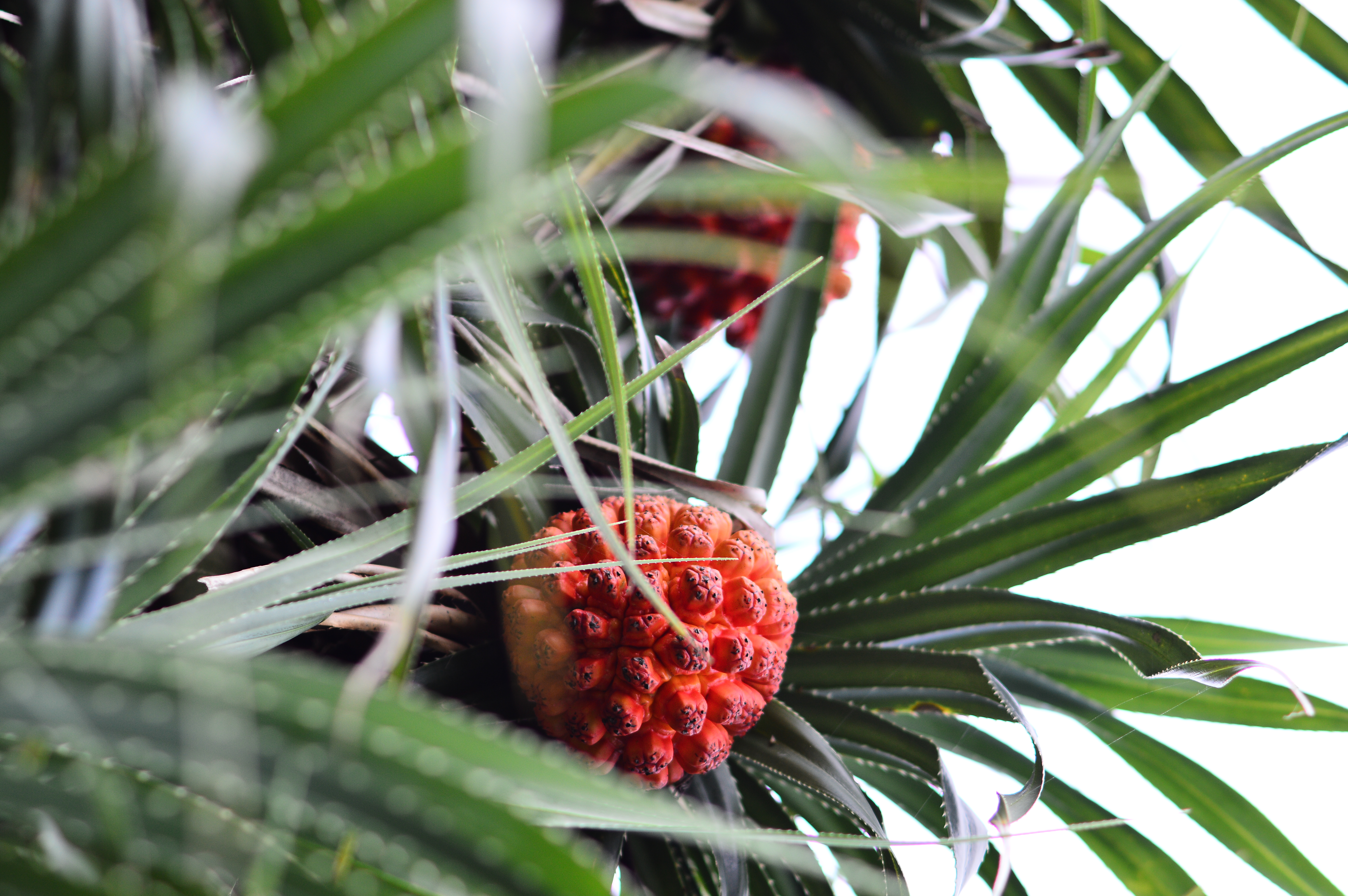
Fruit madur de Pandanus tectorius

Els fruits madurs del Pandanus tectorius (anomenat bōb en marshallès) es couen durant molt de temps en un forn excavat a terra. Un cop llestos, es deixen refredar i s'extreu un suc viscós amb una eina especial anomenada wekan o peka.
El suc es cou a foc lent fins que canvia de color i s'espesseix. La pasta resultant es deixa assecar al sol durant dos o tres dies en capes fines sobre fulles de pandà o plataner, girant-la almenys una vegada per assegurar-ne un assecat uniforme.
Un cop seques, es treuen les fulles i la pasta seca es talla, s'enrotlla i s'embolica fermament en fulles de pandanus, que després es lliguen.
Les primícies són un dret dels caps de grup. Així doncs, els fabricants de mokwans donen el primer paquet de mokwans més gran i llarg al cap i s'asseguren que tots els altres que segueixen siguin més petits i curts.
La pasta té un sabor que s'assembla als dàtils o figues seques i sovint es barreja amb crema de coco per crear diversos aliments.

## Ús
El jããnkun es pot consumir molt de temps després de la seva preparació, fins i tot anys. Donada la facilitat de cultiu del pandanus tectorius, aquest aliment ha jugat històricament un paper crucial per garantir la seguretat alimentària, proporcionant aliments en èpoques de fam o per a viatges marítims, també perquè es pot menjar sense cap preparació addicional, a diferència per exemple del bwiro, una pasta seca similar, però feta amb fruita del pa, que s'ha de coure abans de menjar-la.
A més de menjar-se a rodanxes, tradicionalment es dóna als nadons i nens després de remullar-lo i aixafar-lo, cosa que facilita l'empassar-lo. Una petita quantitat dissolta en aigua fa una beguda refrescant, el jōnnōb.
També juga un paper important en la dieta de les Illes Marshall a causa del seu alt contingut en betacarotè: la deficiència de vitamina A és la causa de malalties generalitzades a les Illes Marshall.